# Шафт (фильм, 2000)
«Шафт» (англ. Shaft) — американский полнометражный фильм режиссёра Джона Синглтона. Главные роли в фильме исполнили Сэмюэл Л. Джексон и Ванесса Уильямс. Фильм можно считать сиквелом одноимённого фильма. В картине в камео роли снялся Ричард Раундтри — исполнитель роли Джона Шафта в фильме 1971 года. Фильм получил в основном положительные отзывы у критиков и вышел в мировой прокат 16 июня 2000 года, возглавив таблицу кассовых сборов.

## Сюжет
Действие картины происходит в Нью-Йорке. В 1998 году Уолтер Уэйд убивает в ночном клубе молодого чернокожего Трея Говарда. Преступление явно совершено на основе расовой ненависти. За дело берётся детектив Джон Шафт, известный своей жёсткой манерой обхождения с правонарушителями. Преступник — сын миллионера, он сбегает из страны и скрывается после того, как за него внесли залог. Свидетель Дайан Палмиери запугана и, не собираясь давать показания, исчезает.
Через два года Уэйд возвращается в США и его немедленно арестовывает Шафт, но преступника снова отпускают под залог. Шафт, в отчаянии, бросает свой полицейский жетон судье и клянется снова доставить убийцу за решётку. Уэйд, опасаясь признаний свидетеля, нанимает наркоторговца Пиплса Хернандеса для убийства Дайан. Шафт пытается найти девушку и опередить убийц. Ему помогает детектив Кармен Васкес. Шафт находит девушку и едва успевает её спасти от нападения подручных Пиплса и коррумпированных офицеров полиции. Последних убивает Кармен, а Шафт в перестрелке всех остальных, позже после погони ему удаётся застрелить Пиплса. Дайан соглашается выступить в суде. Однако, незадолго до заседания суда Уолтера Уэйда убивает мать Трея Говарда.
Разочарованный в системе правосудия Шафт говорит сослуживцам, что хочет уйти в частные детективы, но не успевает это сделать. Его ждёт очередное дело.

## В ролях
| Актёр                 | Роль                  |
| --------------------- | --------------------- |
| Сэмюэл Л. Джексон     | Джон Шафт             |
| Ванесса Уильямс       | Кармен Васкес         |
| Кристиан Бейл         | Уолтер Уэйд-младший   |
| Пэт Хингл             | судья Деннис Брэдфорд |
| Баста Раймс           | Расан                 |
| Тони Коллетт          | Дайан Пальмиери       |
| Дэн Хедайя            | детектив Джек Розелли |
| Джеффри Райт          | Пиплс Хернандес       |
| Рубен Сантьяго-Хадсон | Джимми Гровс          |
| Ричард Раундтри       | дядя Джон             |
| Зак Гренье            | Харрисон Лойб         |